# La cugina Argia
La cugina Argia è un dipinto a olio su cartone di Giovanni Fattori, realizzato nel 1861 e conservato alla Galleria d'Arte Moderna presso palazzo Pitti, a Firenze.

## Descrizione
Si tratta questa di una delle prime esperienze pittoriche significative del Fattori che - pur risentendo ancora dell'insegnamento accademico - si mostra già sensibile alla nuova poetica macchiaiola. A essere ritratta è la cugina del pittore, Argia, che qui posa seduta, quasi di profilo, stagliandosi contro la quinta monocroma di una parete intonacata: la postura della donna è stata coscienziosamente studiata dall'artista e risente della nascente moda del ritratto fotografico. Le gamme calde e dorate del muro conferiscono peso e verosimiglianza alla figura, già dotata di una propria corporeità grazie all'efficace accostamento di macchie di tonalità diversa e ai variati chiaroscuri.
Argia, colta mentre colloca le mani sul grembo, gentilmente riunite a reggere un gracile fiorellino, veste un elaborato abito color grigio ed una sottocamicetta bianca. Notevole è la forza di carattere e penetrazione psicologica del dipinto: Fattori, infatti, dona allo sguardo della giovane parente un guizzo di grande vitalità con l'apposizione di un tocco di bianco all'interno della pupilla, così da simulare la riflessione luminosa corneale. Con quest'espediente il pittore riesce a conferire all'effigiata un atteggiamento penetrante e autoritario, stemperato esclusivamente dalla dolcezza dei suoi lineamenti e dal lievissimo accenno di sorriso che rivolge all'osservatore.
L'artista firmò e datò l'opera sul retro della tavoletta: «Giovanni Fattori alla sua cugina Argia – Anno 1861».